# Euseius dowdi
Euseius dowdi är en spindeldjursart som först beskrevs av Schicha 1993.  Euseius dowdi ingår i släktet Euseius och familjen Phytoseiidae. Inga underarter finns listade i Catalogue of Life.